# Libro parlato Lions
Libro parlato Lions è un servizio di audiolibri a favore delle persone con gravi problemi di vista od altre forme di disabilità per permettere una fruizione dei libri a persone che non riescono a leggere in autonomia.
È nato nel 1975 a Verbania ed era inizialmente denominato Servizio del Libro Parlato per i ciechi d'Italia "Robert Hollman" del Lions Club Verbania, a cui si sono successivamente aggiunti il Centro di Chiavari ad opera del locale Lions Club e a Milano il Centro Romolo Monti Il servizio è completamente gratuito per gli utenti.
Il progresso tecnico nel frattempo intervenuto ha fatto sostituire gli originari nastri dei magnetofoni, con le cassette, con i CD e infine con gli MP3.  L'intera biblioteca di audiolibri è ora fruibile mediante le Applicazioni per smartphone e tablet (iOS e Android) e on line tramite internet e all'aprile 2015 consta di 8500 audiolibri.
Con apposite convenzioniil servizio Libro parlato Lions è usufruibile anche da 24 biblioteche statali e da un gran numero di altre istituzioni bibliotecarie, da Case di riposo e di cura.
Il servizio è gestito dall'Ente Morale "Associazione Amici del Libro Parlato per i Ciechi d'Italia "Robert Hollman" del Lions Club Verbania - ONLUS. e dalla "Associazione Libro Parlato Lions - Centro di Milano Romolo Monti - ONLUS", mentre le applicazioni per smartphone e tablet sono state realizzate e donate al Lions dal Comitato Libro Parlato Lions del Distretto 108TA3.